# Рамазан Езджан
Рамазан Езджан (нім. Ramazan Özcan; нар. 28 червня 1984, Гоенемс) — австрійський футболіст турецького походження, воротар клубу «Баєр 04».

## Клубна кар'єра
Народився 28 червня 1984 року в місті Гоенемс. Вихованець футбольної школи клубу «Форарльберг».
У дорослому футболі дебютував 2003 року виступами за «Аустрію» (Лустенау), в якій провів три сезони, взявши участь у 86 матчах чемпіонату.
Своєю грою за цю команду привернув увагу представників тренерського штабу клубу «Ред Булл», до складу якого приєднався влітку 2006 року. Відіграв за команду із Зальцбурга наступні півтора сезони своєї ігрової кар'єри, проте більшість часу грав за дублюючу команду.
Протягом 2006—2008 років захищав кольори команди клубу «Ред Булл II».
На початку 2008 року уклав контракт з клубом «Гоффенгайм 1899», у складі якого провів наступні два роки своєї кар'єри гравця, після чого, з січня по липень 2011 року грав на правах оренди за турецький «Бешикташ», після чого повернувся в «Гоффенгайм».
До складу клубу «Інгольштадт 04» приєднався в травні 2011 року, підписавши контракт на 2 роки. Згодом контракт було подовжено Наразі встиг відіграти за інгольштадтський клуб понад 100 матчів в національному чемпіонаті.

## Виступи за збірні
Протягом 2004–2007 років залучався до складу молодіжної збірної Австрії. На молодіжному рівні зіграв у 25 офіційних матчах.
У складі збірної був учасником чемпіонату Європи 2008 року в Австрії та Швейцарії. На турнір Рамазан поїхав не маючи жодної гри в складі збірної, замінивши на посаді третього воротаря травмованого Хельге Паєра, але на Євро такі не дебютував.
20 серпня 2008 року таки дебютував в офіційних матчах у складі національної збірної Австрії в товариській грі проти збірної Італії, що завершився з рахунком 2-2. Езджан вийшов у другому таймі замість Александра Маннінгера і пропустив курйозний гол. Після того матчу у складі збірної провів ще 4 гри.

## Титули і досягнення
- Чемпіон Австрії (1):

«Ред Булл»: 2006–07